# Bioneorganska hemija
Bioneorganska hemija je naučno polje koje istražuje ulogu metala u biologiji. Bionerganska hemija obuhvata izučavanje prirodnih fenomena, poput ponašanja metaloproteina, kao i veštački uvedenih metala, uključujući one koji nisu esencijalni, u medicini i toksikologiji. Mnogi biološki procesi, kao što je respiracija, zavise od bioneorganskih molekula. Ova disciplina takođe obuhvata izučavanje neorganskih modela koji oponašaju metaloproteine.
Kao mešavina biohemije i neorganske hemije, bioneorganska hemija je važna u razumevanju implikacija electronskog transfera proteina, vezivanja supstrata i procesa aktivacije receptora, hemije transfera atoma i grupa, kao i metalnih svojstava u biološkoj hemiji.

## Literatura
- Heinz-Bernhard Kraatz (editor), Nils Metzler-Nolte (editor), Concepts and Models in Bioinorganic Chemistry, John Wiley and Sons, 2006,  978-3-527-31305-1
- Ivano Bertini, Harry B. Gray, Edward I. Stiefel, Joan Selverstone Valentine, Biological Inorganic Chemistry, University Science Books, 2007,  978-1-891389-43-6
- Wolfgang Kaim, Brigitte Schwederski "Bioinorganic Chemistry: Inorganic Elements in the Chemistry of Life." John Wiley and Sons, 1994,  978-0-471-94369-3
- Rosette M. Roat-Malone, Bioinorganic Chemistry : A Short Course, John Wiley & Sons, 2002,  978-0-471-15976-6
- J.J.R. Fraústo da Silva and R.J.P. Williams, The biological chemistry of the elements: The inorganic chemistry of life, 2nd Edition, Oxford University Press, 2001,  978-0-19-850848-9
- Lawrence Que, Jr., ed., Physical Methods in Bioinorganic Chemistry, University Science Books, 2000,  978-1-891389-02-3

## Spoljašnje veze
- Архивирано на веб-сајту  (15. септембар 2015)